# چیریربندر
چیریربندر (به لاتین: Chirirbandar) یک منطقهٔ مسکونی در بنگلادش است که در ناحیه دیناج‌پور واقع شده‌است. چیریربندر ۳۰۸٫۶۸ کیلومتر مربع مساحت و ۲۳۲٬۴۰۹ نفر جمعیت دارد.